# Q2K
Albums de Queensrÿche
Hear in the Now Frontier Tribe
(2003)
Singles
1. Breakdown
2. The Right Side of My Mind

Q2K est le 8e album studio du groupe Queensrÿche sorti en 1999.

## Chansons de l'album
1. Falling Down  – 4:28
2. Sacred Ground  – 4:12
3. One Life  – 4:48
4. When The Rain Comes...  – 5:05
5. How Could I?  – 3:44
6. Beside You  – 5:14
7. Liquid Sky  – 4:53
8. Breakdown  – 4:11
9. Burning Man  – 3:42
10. Wot Kinda Man  – 3:15
11. The Right Side Of My Mind  – 5:51

### 2006 réédition
1. Until There Was You – 4:06
2. Howl  – 4:05
3. Sacred Ground (Live)  – 4:23
4. Breakdown (Radio Edit)  – 3:11